# Molló

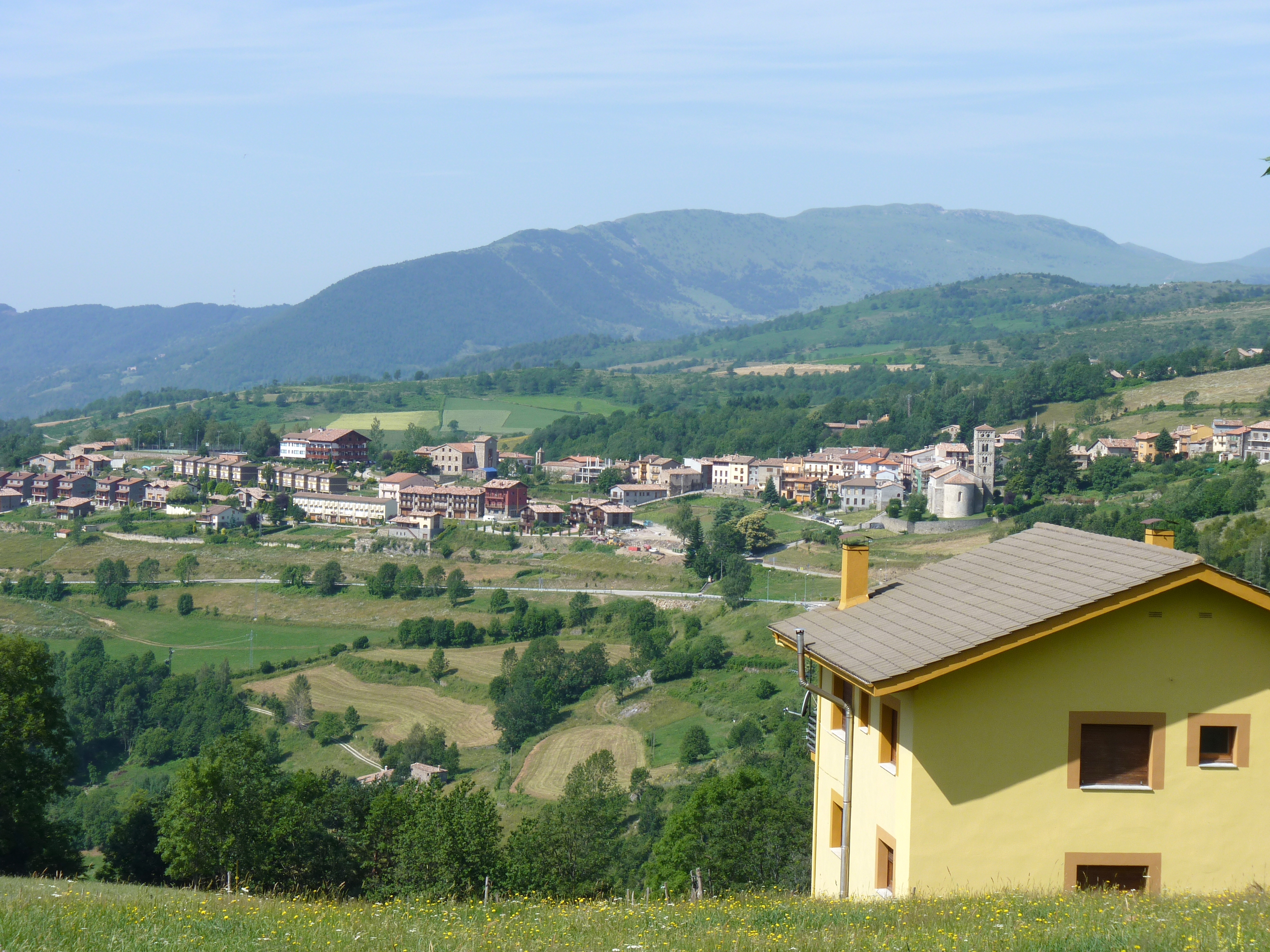
Molló

Molló is een gemeente in de Spaanse provincie Girona in de regio Catalonië met een oppervlakte van 43 km². Molló telt 335 inwoners (1 januari 2016).

## Demografische ontwikkeling
Bron: INE, 1857-2011: volkstellingen